# Gli eroi del Pacifico
Gli eroi del Pacifico (Back to Bataan) è un film del 1945 diretto da Edward Dmytryk, interpretato da John Wayne, Anthony Quinn e Beulah Bondi. È incentrato sugli eventi (in parte romanzati) che ebbero luogo dopo la battaglia di Bataan (1941-1942) sull'isola di Luzon, fino alla liberazione delle Filippine nel 1945.
Il film è stato ridistribuito in Italia nel 1955 e nel 1965 con il titolo La pattuglia invisibile.

## Trama
30 gennaio 1945: nel raid a Cabanatuan vengono liberati oltre cinquecento prigionieri di guerra americani.

Tre anni prima, gli sbarchi dei Giapponesi nelle Filippine avevano travolto la resistenza delle truppe americane. Nella fase più critica del conflitto, dopo che il generale MacArthur ha manifestato la sua intenzione di fare ritirare le truppe dal paese, il colonnello Joseph Madden, riceve l'incarico di organizzare una guerriglia per contrastare l'avanzata giapponese. Il valoroso colonnello pensa di coinvolgere i filippini, facendo leva sul loro patriottismo. Ed è così che la popolazione locale, comprese le donne ed i bambini, si ribella in massa all'invasore con gli unici mezzi a propria disposizione, cioè le tradizionali sciabole, che saranno gradualmente sostituite dalle armi sottratte ai nemici uccisi. Nei mesi successivi, grazie all'eroismo dei partigiani filippini, che si espongono a sanguinose rappresaglie dell'esercito giapponese, gli americani riescono a ricompattare le proprie truppe e a rifornirli di viveri e munizioni, mentre i rinforzi sbarcheranno con successo nell'isola di Luzon, segnando la fase finale della liberazione delle Filippine.

## Produzione
Il film, diretto da Edward Dmytryk su una sceneggiatura di Ben Barzman e Richard H. Landau con il soggetto di Æneas MacKenzie e William Gordon, fu prodotto da Theron Warth per la RKO Radio Pictures e girato nel Tarzana Ranch a Thousand Oaks in California e nelle Filippine. Il titolo di lavorazione fu The Invisible Army.
All'inizio del film sono inseriti dei filmati originali, in cui si vedono alcuni prigionieri, da poco liberati dal campo di prigionia giapponese di Cabanatuan.

## Distribuzione
Il film fu distribuito con il titolo Back to Bataan negli Stati Uniti dal 31 maggio 1945 al cinema dalla RKO Radio Pictures. Ne esiste anche una versione colorizzata.
Alcune delle uscite internazionali sono state:
- in Svezia il 15 ottobre 1945 (Djungelpartisaner)
- in Turchia nel 1946
- in Portogallo il 16 marzo 1946 (Voltemos à Carga)
- nei Paesi Bassi il 10 gennaio 1947 (Amsterdam)
- in Francia il 3 settembre 1947 (Retour aux Philippines)
- in Danimarca il 20 gennaio 1950 (Urskovens partisaner)
- nel Regno Unito il 24 aprile 1950
- in Finlandia il 18 giugno 1954 (Viidakkosissit)
- in Germania Ovest il 24 settembre 1954
- in Austria nell'aprile del 1958 (Stahlgewitter)
- in Austria nel giugno del 1967 (riedizione)
- in Spagna (La patrulla del coronel Jackson)
- in Germania Ovest (Stahlgewitter)
- in Brasile (A Batalha de Bataan e Espírito Indomável)
- in Jugoslavia (Povratak u Batan)
- in Polonia (Powrót do piekla e Powrót na Bataan)
- in Ungheria (Vissza Bataanra)
- in Italia (Gli eroi del Pacifico e La pattuglia invisibile)

### Critica
Secondo Leonard Maltin è un "duro film d'azione".

### Promozione
Le tagline sono:
- "SEE! American landings on Leyte! Cabanatuan prisoners freed in spectacular Yankee raid!".
- "SEE! Battle of Bataan! March of Death! Guerilla Raids! Fierce bolo fighters in action! ".
- "True, timely, terrific...is this story of a Yankee Colonel and his Philippine guerrillas".
- "The Story of the "Invisible Army of the Philippines"".
- ""GET YOUR WEAPON FROM A JAP!",,,but you'll have to kill him first!".